# Species plantarum
Species plantarum (с лат. — «Виды растений») — научная работа в двух томах шведского натуралиста Карла Линнея (1707—1778); наиболее важная работа в его творческом наследии. Впервые опубликована в мае 1753 года. Условная дата опубликования Species plantarum, 1 мая 1753 года, принята за исходный пункт ботанической номенклатуры (это обозначает, что научные названия растений, обнародованные ранее этой даты, не считаются действительно обнародованными).
Стандартное обозначение названия книги при использовании в номенклатурных цитатах — Sp. Pl.

## Общая информация
Полное название работы — Species plantarum, exhibentes plantas rite cognitas, ad genera relatas, cum differentiis specificis, nominibus trivialibus, synonimis selectis, locis natalibus, secundum systema sexuale digestas — «Виды растений, представляющие познанные по обычаю растения, отнесённые к родам, со специфическими (видовыми) различиями, обычными (простыми) названиями, избранными синонимами, местами рождения, распределённые согласно половой системе».
Историческое значение книги состоит в следующем:
- В ней содержится описание всех растений, известных в то время.
- С помощью книги даже непрофессионал на основании числа тычинок и пестиков мог определить место рассматриваемого растения в так называемой половой системе растений, предложенной Линнеем.
- Для каждого вида в книге приведено имя, состоящее из двух частей. Последовательно применённая в книге биноминальная номенклатура позволила отделить обсуждение вопросов номенклатуры (то есть вопросов того, как называть таксоны) от вопросов таксономии (то есть вопросов о том, каким образом таксоны классифицировать).

Дата, установленная в качестве исходного пункта ботанической номенклатурой, — 1 мая 1753 года — является условной, поскольку предисловие к первому тому Species plantarum Линней подписал только 2 мая, а второй том вышел позже первого. Однако для номенклатурных целей считается, что оба тома вышли в один день.

## Издания

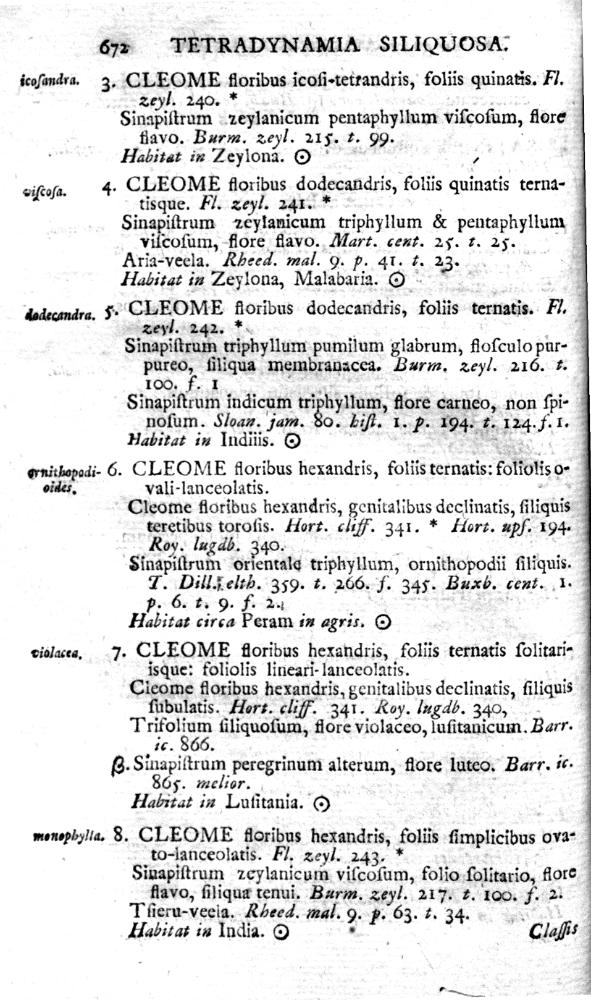
Страница из первого издания Species Plantarum с описанием видов рода Клеоме (Cleome)

Именно выход этой книги стал основополагающим для научной ботанической номенклатуры в её современном понимании.
Первое издание было опубликовано в Стокгольме в 1753 году, фактической датой публикации первого тома является 24 мая, второго тома — 16 августа.
- Linnaeus C. Species plantarum, exhibentes plantas rite cognitas, ad genera relatas, cum differentiis specificis, nominibus trivialibus, synonymis selectis, locis natalibus, secundum systema sexuale digestas :  [лат.]. — Holmiae : L. Salvius, 1753. — Vol. I. — [i—xii], 1—560 s. — doi:10.5962/bhl.title.669.[5]
- Linnaeus C. Species plantarum, exhibentes plantas rite cognitas, ad genera relatas, cum differentiis specificis, nominibus trivialibus, synonymis selectis, locis natalibus, secundum systema sexuale digestas :  [лат.]. — Holmiae : L. Salvius, 1753. — Vol. II. — [i], 561—1200, [1—30, указатель], [i, опечатки] s. — doi:10.5962/bhl.title.669.[5]

Линней продолжал работать над этой книгой — и в 1762—1763 годах было опубликовано второе издание Species Plantarum (Editio Secunda), в двух томах, с исправлениями и дополнительными материалами. Стандартное обозначение названия книги при использовании в номенклатурных цитатах — Sp. Pl. 2.
- Linnaeus C. Species plantarum, exhibentes plantas rite cognitas, ad genera relatas, cum differentiis specificis, nominibus trivialibus, synonymis selectis, locis natalibus, secundum systema sexuale digestas :  [лат.]. — Editio secunda, aucta. — Holmiae : L. Salvius, 1762. — Vol. I. — портрет, [i-xvi], 1—784 s. — doi:10.5962/bhl.title.11179.[6]
- Linnaeus C. Species plantarum, exhibentes plantas rite cognitas, ad genera relatas, cum differentiis specificis, nominibus trivialibus, synonymis selectis, locis natalibus, secundum systema sexuale digestas :  [лат.]. — Editio secunda, aucta. — Holmiae : L. Salvius, 1763. — Vol. II. — [i], 785—1684, [1—64, указатели] s. — doi:10.5962/bhl.title.11179.[6]

В 1764 году было опубликовано третье издание Species Plantarum (Editio Tertia), в значительной степени повторяющее второе, но также содержащее некоторые исправления и дополнения. В 1779 году под названием Systema Plantarum, Species Plantarum вышло четвёртое издание работы.
После смерти Линнея немецкий ботаник Карл Людвиг Вильденов (1765—1812) подготовил новое, существенно дополненное издание книги. Оно начало публиковаться в 1797 году и было завершено в 1830 году, уже после смерти Вильденова. Всего было опубликовано шесть томов в тринадцати частях. Издание именовалось Editio Quarto («четвёртое издание»), не учитывая издания 1779 года.
Шестое издание (Editio Sexta) было подготовлено немецкими ботаниками Генрихом Фридрихом Линком (1767—1851) и Альбертом Дитрихом. Оно вышло в двух томах, которые были опубликованы в 1831—1833 годах.

## Species plantarumи современность
В 1952 году советский ботаник Алексей Иванович Введенский описал новый род среднеазиатских кустарников семейства Бобовые; в честь 200-летия выхода в свет Species plantarum он дал роду название Калиспепла (Calispepla), составив его из начала слов названия этого сочинения — Caroli Linnaei Species Plantarum. 200-летию публикации Species Plantarum был также посвящён один из номеров международного журнала Taxon (том 3, № 2 за 1953 год), в который было включено семь статей, освещающих различные аспекты этой книги.